# Fijixipha
Fijixipha is een geslacht van rechtvleugeligen uit de familie krekels (Gryllidae). De wetenschappelijke naam van dit geslacht is voor het eerst geldig gepubliceerd in 2007 door Otte & Cowper.

## Soorten
Het geslacht Fijixipha omvat de volgende soorten:
- Fijixipha atalos Otte & Cowper, 2007
- Fijixipha batia Otte & Cowper, 2007
- Fijixipha configens Otte & Cowper, 2007
- Fijixipha exuros Otte & Cowper, 2007
- Fijixipha harpeza Otte & Cowper, 2007
- Fijixipha inaudax Otte & Cowper, 2007
- Fijixipha naitasiri Otte & Cowper, 2007
- Fijixipha penita Otte & Cowper, 2007
- Fijixipha titilans Otte & Cowper, 2007
- Fijixipha valens Otte & Cowper, 2007
- Fijixipha xipheres Otte & Cowper, 2007